# Justin Bieber
Justin Drew Bieber (London, 1 de março de 1994) é um cantor, compositor e ator canadense. Em 2007, seus vídeos em que cantava covers foram vistos no YouTube por Scooter Braun, que se tornou seu agente e o levou para a cidade de Atlanta (Geórgia), para reunir-se com o cantor Usher. Em seguida, Bieber assinou contrato com a Island Records, iniciando carreira profissional em 2009, após concluir o primeiro grau escolar.
A primeira, de duas partes, do álbum de estreia, My World, foi lançada em 17 de novembro de 2009. Quatro singles bem-sucedidos foram lançados precedendo o álbum: "One Time", "One Less Lonely Girl", "Love Me" e "Favorite Girl", todas alcançando o top 15 na parada Canadian Hot 100 e o top 40 da Billboard Hot 100. Transformando-o no único artista da história da Billboard a ter quatro singles de um álbum de estreia posicionando nas duas paradas antes do lançamento do álbum.
My World recebeu análises positivas dos críticos musicais, estreando na sexta posição na parada Billboard 200, vendendo 137 mil cópias durante sua primeira semana, o que foi o segundo melhor início de vendas de um artista revelação em 2009. O álbum também estreou na primeira posição da Canadian Albums Chart e ganhou o certificado de Ouro da Music Canada. Menos de um mês após o lançamento de My World, recebeu o certificado de Platina no Canadá, pela venda de mais de oitenta mil cópias no país. Em janeiro de 2010, ganhou o mesmo certificado nos Estados Unidos, por vendas acima de um milhão de cópias. Também foi certificado Prata no Reino Unido.
A segunda parte do álbum, My World 2.0, foi lançada em 23 de março de 2010 e estreou na primeira posição da Billboard 200, vendendo 283 mil cópias em sua primeira semana. O primeiro single, "Baby", que conta com a participação do rapper Ludacris foi liberado em 18 de janeiro de 2010, alcançando o top 5 em mais de dez países e a primeira posição na França. Recebeu o certificado de Platina tripla da Recording Industry Association of America (RIAA) pela venda de quase quatro milhões de cópias e, Ouro na Nova Zelândia e Austrália. Os singles seguintes: "Eenie Meenie", "Somebody to Love" e "U Smile", alcançaram o top 20 da Canadian Hot 100 e as trinta primeiras posições da Billboard Hot 100.
Em 2011, Bieber lançou seu segundo álbum de estúdio, Under the Mistletoe. O disco vendeu 225 000 cópias em sua semana de lançamento e estreou na primeira posição na Billboard 200, vendendo mais de duas milhões de cópias mundialmente em menos de dois meses após o lançamento. Foi certificado como Platina nos Estados Unidos e Platina tripla no Canadá. O primeiro single do disco, "Mistletoe", vendeu mais de 700 mil cópias mundialmente, tornando-se a canção natalina mais vendida em um ano. Em 26 de março de 2012 foi liberado o single "Boyfriend", que se tornou um dos mais vendidos virtualmente em sua primeira semana nos Estados Unidos, com mais de 559 milhares de downloads pagos. A canção foi considerada pelos críticos como a transição de Bieber de artista teen para o mundo adulto, alcançou a vice-liderança na principal parada dos Estados Unidos e a primeira posição no Canadá. Em menos de um ano desde seu lançamento, já havia vendido mais de três milhões de cópias, sendo certificado de Platina triplo pela RIAA. O terceiro álbum de estúdio, Believe, foi lançado cerca de três meses depois, estreou na primeira posição em mais de quinze países.
Bieber foi nomeado como a estrela mais quente pela revista J-14, revelação do ano pela MuchMusic, e listado pela Celebuzz no top 10 dos artistas revelados pelo Youtube da década. Ele também é conhecido por gerar uma revolução na moda jovem, fazendo com que adolescentes de todo o mundo imitassem seu corte de cabelo e o seu estilo de vestir, com o uso de bonés da marca New Era e tênis coloridos. Em 2010, Bieber recebeu um pagamento de 53 milhões de dólares e tornou-se o artista adolescente mais bem pago do show bis segundo a revista People, muito por conta do fato de já ter vendido mais de 15 milhões de discos mundialmente desde 2009. Em 23 de novembro de 2012, Bieber foi premiado pelo Primeiro-Ministro do Canadá com a Queen Elizabeth II Diamond Jubilee Medal, que homenageia quem tenha feito uma contribuição significativa para uma cidade, território, região ou comunidade dentro do Canadá, ou uma conquista no exterior que traga crédito para o país. Justin é considerado "Príncipe do Pop" e "Rei do Teen Pop".
Lançado em 2015, o quarto álbum de estúdio de Bieber, Purpose, tornou-se o álbum de maior sucesso comercial e crítico, gerando três singles número um da Billboard Hot 100 : "What Do You Mean?", "Sorry" e "Love Yourself". Foi indicado ao Álbum do Ano no Grammy Awards de 2017.
Desde o lançamento do Purpose, Bieber participou de várias colaborações de sucesso, incluindo "Cold Water", "Let Me Love You", "Despacito (Remix)", "I'm the One", "I Don't Care" e "10,000 hours".
Bieber vendeu cerca de 150 milhões de discos, sendo mais de 44 milhões nos EUA, tornando-o um dos artistas de música mais vendidos no mundo.
Bieber já venceu 26 prêmios Billboard Music Awards, 32 MTV Europe Music Awards, 18 American Music Awards, nove Billboard Latin Music Awards, oito Juno Awards, seis MTV Video Music Awards, dois Grammy Awards, dois Brit Awards, dois Premios Latin American Music e um Grammy Latino. Ele foi incluído na lista da Forbes das dez principais celebridades mais poderosas do mundo, em 2011, 2012 e 2013. Em 2016, Bieber se tornou o primeiro artista a superar 10 bilhões de visualizações de vídeo no Vevo. Em 2024, a Billboard colocou Bieber na oitava posição do top 25 das maiores estrelas pop do período 2000-2024., o que faz com que Bieber seja o artista nascido depois da década de 1980 mais bem posicionado nessa contagem.

## Biografia

### Infância
Justin Drew Bieber nasceu em 1º de março de 1994 no St Joseph's Hospital em London, província canadense de Ontário, e três meses depois mudou-se para Stratford, também em Ontário. É filho da união de Patricia "Pattie" Mallette com Jeremy Jack Bieber. Pattie tinha 17 anos quando ficou grávida do filho, Justin foi criado com a ajuda de sua mãe e o padrasto, Diana e Bruce Dale. Seus pais nunca se casaram, mas mantiveram uma estreita amizade e objetivos comuns em relação à vida pessoal e profissional de seu filho. Jeremy casou-se com Erin Wagner anos depois, e Justin ganhou dois meios-irmãos, Jazmyn e Jaxon Bieber. Bieber sempre manteve contato com o pai em Winnipeg.
Aos dois anos de idade, Pattie começou a notar que o filho gostava de bater em potes, panelas, mesas, cadeiras e no sofá da sala. Justin começou na igreja o aprendizado formal de bateria. Quando completou três anos, em menos de um ano já tinha aprendido a tocar bateria, passando depois para o violão, instrumento que com seis anos de idade dominou. Embora ela apoiasse o talento do filho, os valores cristãos de Pattie a deixavam confusa em relação ao que podia acontecer com o garoto se ele seguisse o meio artístico. Ela já tinha ouvido várias histórias de jovens artistas que arruinaram a carreira devido aos vícios e tentações. Ela preferia que Justin mantivesse o seu talento na igreja. Bieber começou a vida escolar no Downie Public School, e depois mudou para a Avon Public School.

Pelo lado materno, Justin descende de franceses, e pelo lado paterno, seu bisavô era alemão

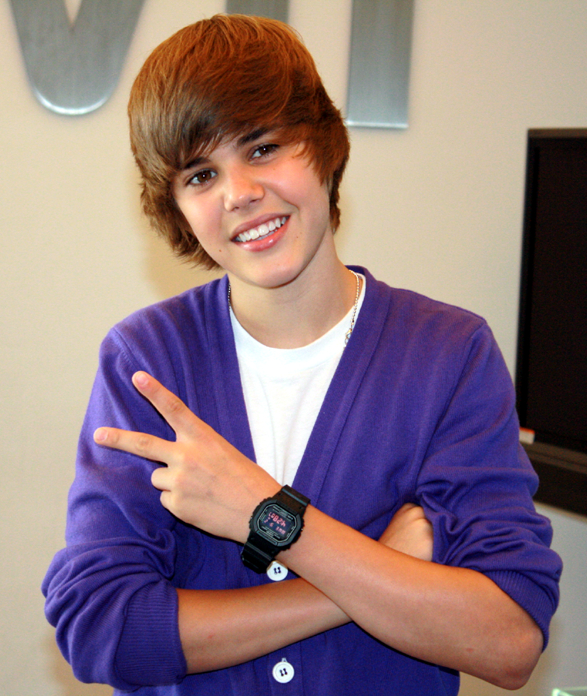
Justin Bieber na Nintendo World Store em 2009

### Concurso de talentos e YouTube
Em 2006, Justin completou doze anos e decidiu entrar no concurso de talentos local, o Stratford Idol. Apesar da desvantagem que tinha, Justin conseguiu alcançar a segunda posição no concurso. No final de 2007, ele e a mãe postaram alguns vídeos de suas apresentações no YouTube, para que familiares e amigos que moravam longe pudessem assistir. Estes aprovaram e encaminharam a outros amigos. Com o passar do tempo, Pattie preocupou-se ao perceber que pessoas desconhecidas estavam assistindo o seu filho, mas Justin a convenceu de que o YouTube era inofensivo e decidiram postar mais vídeos fazendo cover de músicas de cantores como Ne-Yo, Justin Timberlake, Chris Brown, Stevie Wonder, Michael Jackson e da banda Boyz II Men. Com o passar do tempo, o número de pessoas que acessavam as suas últimas apresentações passaram de centenas de milhares.

### Descobrimento
Scooter Braun, ex-executivo de marketing da So So Def Recordings, acidentalmente assistiu a um dos vídeos de Justin em 2007. Então fez buscas na internet, quando encontrou fotos de Bieber cantando em frente ao Avon Theater. Iniciou uma busca pela cidade de Stratford e, entrou em contato com o Avon Public School, até conseguir encontrar uma tia do cantor que repassou as informações de contato para Pattie. Após uma longa conversa, Pattie e Justin embarcaram em um avião com destino a Atlanta, onde Bieber assinou um contrato com Braun e voltou para Stratford para arrumar as malas e mudar-se temporariamente para Atlanta.
Uma semana depois, Scooter conversou com o cantor de R&B Usher, que aceitou escutar Bieber. Que logo assinou com a RBMG. Justin Timberlake também estava interessado em Justin Bieber, mas ele eventualmente assinou com Usher. Em seguida, Usher procurou uma gravadora para Justin a partir de Chris Hicks, que juntos projetaram uma audição com L.A. Reid, presidente da Island Def Jam Music Group. assim Braun tornou-se empresário do cantor. Em julho de 2008, Usher convocou uma coletiva de imprensa em Los Angeles para anunciar o novo contratado da Island Def Jam. Durante a coletiva, Usher disse:
| “ | Desde o momento em que conheci Justin Bieber, percebi que ele estava prestes a ser bem-sucedido. Ele tinha uma essência de estrela que só se conhece uma vez na vida. O que vocês estão vendo agora é o começo de um grande futuro. | ” |

O primeiro single do cantor, "One Time", foi lançado nas rádios enquanto Bieber ainda estava gravando seu álbum de estreia. A canção alcançou a décima segunda posição no Canadian Hot 100 durante sua primeira semana de lançamento em julho de 2009, e mais tarde alcançou a décima sétima posição no Billboard Hot 100. Durante o outono de 2009, o single começou a ter reconhecimento internacional. A canção foi certificada como Platina no Canadá e Estados Unidos e como Ouro na Austrália e Nova Zelândia.

## Carreira musical

### 2009–2010: As primeiras apresentações,My World

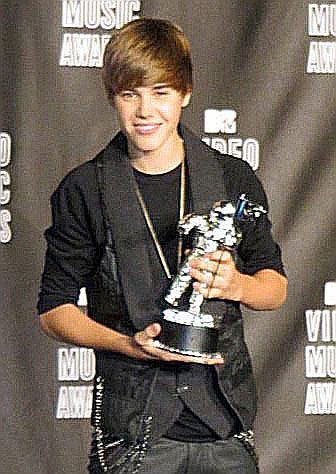
Justin Bieber no MTV Video Music Awards, em 2010

O primeiro álbum de Bieber, o extended play My World, foi lançado em 17 de novembro de 2009. O álbum conta com os vocais de Usher, que aparece no videoclipe de "One Time". Bieber realizou uma turnê promocional para divulgar o single e esteve em várias estações de rádio. "One Time" alcançou a décima segunda posição na Canadian Hot 100 durante sua primeira semana, em julho de 2009, e a vigésima na Billboard Hot 100. Em 26 de setembro de 2009, "One Time" foi certificado Platina no Canadá. Os três singles seguintes foram "One Less Lonely Girl", "Love Me" e "Favorite Girl", os dois últimos foram lançados exclusivamente no iTunes, e ficaram posicionados no top 15 do Canadá e no top 40 dos Estados Unidos.
Bieber se apresentou em diversos programas como o VMA 09 Tour da MTV, o programa europeu The Dome, The Next Star, The Today Show, The Wendy Williams Show, Lopez Tonight, The Ellen DeGeneres Show, It's On with Alexa Chung, Good Morning America, Chelsea Lately e 106 & Park com Rihanna. Bieber também fez uma participação em um episódio de True Jackson, VP em 2009. Em outubro de 2009, Justin foi votado como o 5º Melhor Bom Exemplo de 2009 pela JSYK da AOL.
Bieber fez uma performance para o presidente dos Estados Unidos Barack Obama, e a primeira-dama, Michelle Obama, na Casa Branca para o Christmas in Washington, um especial musical televisionado que beneficiou o National Children's Medical Center e foi exibido em 20 de dezembro de 2009 no canal TNT. Ele apresentou "Someday at Christmas" de Stevie Wonder no programa. Se apresentou ainda no 52º Grammy Awards em 31 de janeiro de 2010 com a cantora Kesha.
Justin abriu os shows da Fearless Tour da cantora country Taylor Swift no Reino Unido e fez uma pequena turnê de cinco shows no Canadá, patrocinada pela Urban Behavior. Bieber confirmou que iria viajar para sua primeira turnê completa em algum momento de 2010, e abrir novamente o show de Taylor Swift quando ela se apresentar no Gillette Stadium durante o concerto anual para o vencedor do prêmio CMA Entertainer of the Year. Justin foi convidado para participar como um dos vocalistas na regravação de "We Are The World" em benefício das vítimas do terremoto no Haiti, denominada "We Are the World 25 for Haiti", onde canta a primeira linha - originalmente de Lionel Richie. Ele também participou de outro projeto pela mesma causa, composto apenas por artistas canadenses, creditados como Young Artists for Haiti, que gravaram a canção "Wavin' Flag" de K'naan.

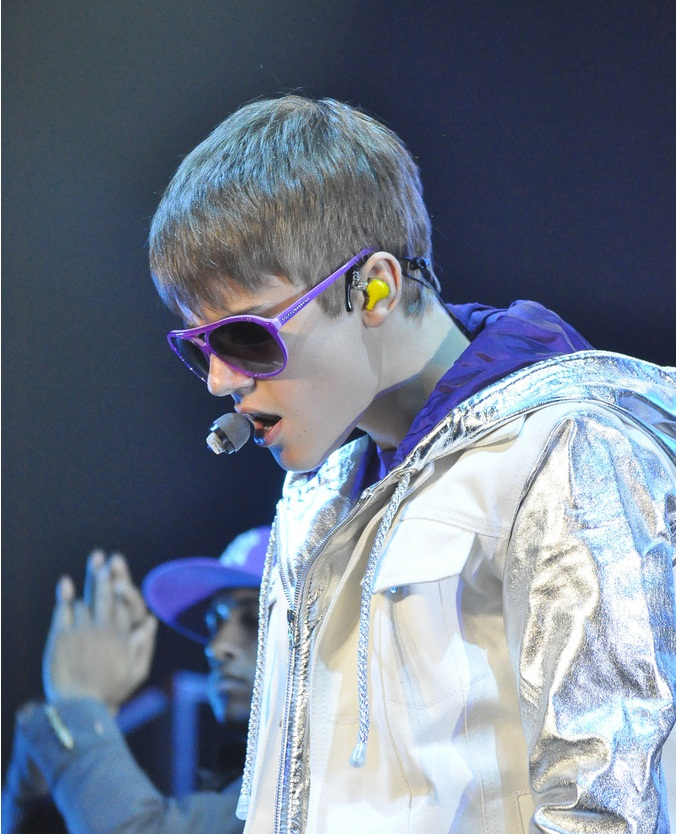
Justin Bieber em abril de 2011

"Baby", o primeiro single do álbum My World 2.0, que apresenta uma participação de Ludacris, foi lançado em janeiro de 2010 e tornou-se o seu maior sucesso até agora, alcançando o top 10 em sete países. Os singles seguintes, "Never Let You Go" e "U Smile", entraram no top 30 dos hits da Hot 100 dos EUA, e estiveram no top 20 do Canadá. Nos EUA, ele estreou no top 200 da Billboard tornando Justin o cantor solo mais jovem do sexo masculino a entrar nas tabelas desde Stevie Wonder, em 1963. Para promover o álbum, Justin apareceu em vários programas ao vivo, incluindo o The View, o Kids Choice Awards, Nightline e outros. Também houve uma colaboração de Sean Kingston no single "Eenie Meenie", que também apareceu no My World 2.0. A música alcançou o top 10 no Reino Unido e na Austrália. Em 10 de abril de 2010, Bieber foi convidado para o Saturday Night Live. O segundo single do My Word 2.0, "Somebody to Love", foi lançado em abril de 2010, e depois um remix com a participação do mentor de Bieber, Usher foi lançado. Ele alcançou o top 15 nos EUA e Canadá.
Em 23 de junho de 2010, Justin continuou com sua turnê My World Tour, para promover o My World e o My World 2.0. Neste mesmo mês, seu videoclipe "Baby" superou o de Lady Gaga, "Bad Romance", e se tornou o mais visto em toda história do YouTube. Em setembro de 2010, foi relatado que de acordo com um funcionário do site de redes sociais Twitter, Justin representava três por cento de todos os usuários do microblog.
Bieber começou a gravar seu próximo álbum em julho de 2010 em Nova Iorque. Por causa de sua mudança de voz devido a puberdade, ela era mais grave do que era quando ele gravou seu álbum anterior. Em abril de 2010, o cantor falou sobre sua mudança de voz: "Como todo adolescente, eu estou lidando com isso e eu tenho o melhor treinador vocal de todo o mundo e sei que vou superar isso. Algumas das notas que eu alcançava antes, eu não estou conseguindo alcançar mais". O escritor e cantor britânico Taio Cruz, confirmou em julho de 2010 que estava escrevendo músicas para o próximo álbum de Justin. O produtor de Hip-Hop, Dr. Dre, produziu duas músicas para Justin mas não se sabe se elas foram feitas para o álbum.
Bieber fez uma performance de "U Smile", "Baby", "Somebody to Love" e brevemente tocou bateria em 12 de setembro de 2010. Justin anunciou em outubro de 2010 que iria lançar um álbum acústico chamado My Worlds Acoustic. O álbum foi lançado nos EUA contando com versões acústicas de seus álbuns anteriores, e acompanhou o lançamento do novo single "Pray".
Bieber foi um convidado especial em um episódio da temporada da série de televisão americana que foi ao ar em 23 de setembro de 2010, CSI: Crime Scene Investigation, onde interpretou Jason McCann, um adolescente problemático que se depara com uma difícil decisão a respeito de seu único irmão. Justin também participou de mais um episódio, que foi ao ar em 17 de fevereiro de 2011, em que seu personagem foi morto.

### 2011–2011: biografia,Never Say Never,Under the MistletoeeBelieve
Uma biografia em 3D intitulada Justin Bieber: Never Say Never, lançada em 11 de fevereiro de 2011 nos Estados Unidos e Canadá e em 25 de fevereiro do mesmo ano no Brasil. Dirigido por Jon Chu, ele liderou as bilheterias com uma estimativa de US$ 12,4 milhões em seu dia de estreia em 3 105 salas de cinema. O filme arrecadou 30,3 milhões de dólares no fim da semana de estreia, sendo derrotado apenas pela comédia romântica Esposa de Mentirinha, que arrecadou US$ 31 milhões. Never Say Never superou as expectativas da indústria, quase igualando aos US$ 31,1 milhões arrecadados por Miley Cyrus em seu filme em 3D de 2008, Hannah Montana & Miley Cyrus: Best of Both Worlds Concert, recordista de estreias do tipo documentários musicais. O filme veio acompanhado de um álbum remixado chamado Never Say Never - The Remixes, lançado em 14 de fevereiro de 2011, que apresenta remixes de canções de álbuns anteriores com participações de Miley Cyrus, Chris Brown, Kanye West entre outros.
Em agosto de 2011, Bieber anunciou que iria lançar seu segundo álbum de estúdio intitulado Under the Mistletoe em 1 de novembro de 2011. Os produtores estadunidenses Scooter Braun e Kuk Harrell confirmaram uma semana depois que o produtor Jonathan Rotem também estava trabalhando no álbum. Mais tarde naquele mês, foi anunciado que o Boyz II Men, Usher, e a banda The Band Perry também colaboraram com Bieber no álbum. Em 30 de setembro de 2011, Bieber publicou o nome e a capa oficial do álbum no Facebook. Em 4 de outubro do mesmo ano, a cantora Mariah Carey revelou que ela e Justin haviam feito um dueto da canção "All I Want for Christmas Is You" para o álbum.
Em 2 de outubro de 2011, Bieber afirmou em sua página no Twitter que o primeiro single do álbum, "Mistletoe", já estaria disponível no iTunes em 18 de outubro de 2011. O vídeo musical do single foi gravado no centro de Franklin, no estado do Tennessee em 28 de setembro de 2011. Em 5 de outubro de 2011, Justin cantou "Mistletoe" ao vivo pela primeira vez no Rio de Janeiro, durante a turnê My World Tour. Durante a performance, Bieber afirmou que a data do lançamento do single tinha sido alterada e que seria lançado em 17 de outubro de 2011 no iTunes.

### 2012–2014:Believe,Journalse outras aparições
Believe é o terceiro álbum de estúdio lançado pelo cantor canadense de pop e R&B Justin Bieber em 19 de junho de 2012. O álbum marca uma partida musical do Teen-Pop de seus lançamentos anteriores, e incorpora elementos de dance-pop e R & B. Com a intenção de desenvolver um som mais maduro, Bieber colaborou com uma ampla gama de produtores urbanos para o lançamento, bem como alguns colaboradores de longa data, incluindo Darkchild, Hit-Boy, Diplo e Max Martin. Para as letras, Bieber coescreveu 12 canções.
Boyfriend foi lançado como primeiro single do álbum em 26 de março de 2012. A música recebeu críticas mistas, com vários críticos citando comparações vocais com Justin Timberlake. Apesar das críticas o single foi um sucesso comercial, estreando em número dois na Billboard Hot 100, com 521.000 unidades digitais vendidas em sua semana de abertura. Uma série de singles promocionais foram liberados antes do lançamento do disco, e em 26 de junho, foi confirmado que "As Long as You Love Me" serviria como o segundo single oficial do álbum.
Believe estreou na primeira posição da tabela americana Billboard 200 com 374 mil cópias vendidas - sendo o álbum com a maior estreia de 2012 superando MDNA de Madonna que também teve um bom desempenho comercial e era o álbum mais vendido até então, Believe se tornou o quarto álbum de Bieber a alcançar esta posição. No final de julho de 2012, tinha vendido 649 mil cópias no país. O álbum vendeu 57 mil cópias em sua primeira semana no Canadá, estreando a primeira posição do gráfico Canadian Albums Chart. Ele também estreou no britânico UK Albums Chart na primeira posição, denotando 38 115 cópias e tornando Bieber o artista solo mais jovem do sexo masculino a lidera pela segunda vez o gráfico. No Japão, alcançou o posto de número sete da Oricon Weekly Albums Chart por ter vendido 13 mil edições. Na classificação irlandesa divulgada pela Irish Recorded Music Association e na da associação italiana Federazione Industria Musicale Italiana, situou-se na primeira posição enquanto nas das regiões belgas Valônia e Flandres permaneceu na segunda posição da Ultratop.
Para promover o álbum, Bieber embarcou na Believe Tour, que começou em 29 de setembro de 2012 em Glendale e foi finalizada em 8 de dezembro de 2012 em Perth.
Em 3 de outubro de 2013, Bieber anunciou que lançaria uma nova música toda segunda-feira por 10 semanas como preparação para o filme Justin Bieber's Believe, que entrou em produção em maio de 2012 e foi lançado em 25 de dezembro de 2013. A primeira música, "Heartbreaker", foi lançada em 7 de outubro. Foram lançadas outras oito músicas até a música final, " Confident ", com Chance the Rapper, que foi lançado em 9 de dezembro de 2013. Nesse mesmo dia, foi anunciado que todas as 10 faixas serão apresentadas em uma próxima coleção chamada Journals. Ele teria cinco músicas inéditas adicionais e um videoclipe para "All That Mathers". Journals estava disponível apenas para compra no iTunes por tempo limitado: de 23 de dezembro de 2013 a 9 de janeiro de 2014. Os títulos das cinco novas músicas adicionais são: "One Life", "Backpack" com Lil Wayne, "What's Hatnin '"com Future, "Swap It Out" e "Memphis" com Big Sean e Diplo. Bieber lançou uma canção intitulada "Home to Mama", com a cantor australiano Cody Simpson em novembro de 2014. No mesmo mês, Bieber apareceu na revista Forbes no ranking anual 30 Under 30.
Por causa da dissolução da divisão da Universal Music, The Island Def Jam Music Group, em abril de 2014, Bieber e vários artistas foram posteriormente transferidos para outra divisão relacionada à Universal Music, a Def Jam Recordings, fazendo com que Bieber não fosse mais assinado. à Island Records.

### 2015–2018:Purpose

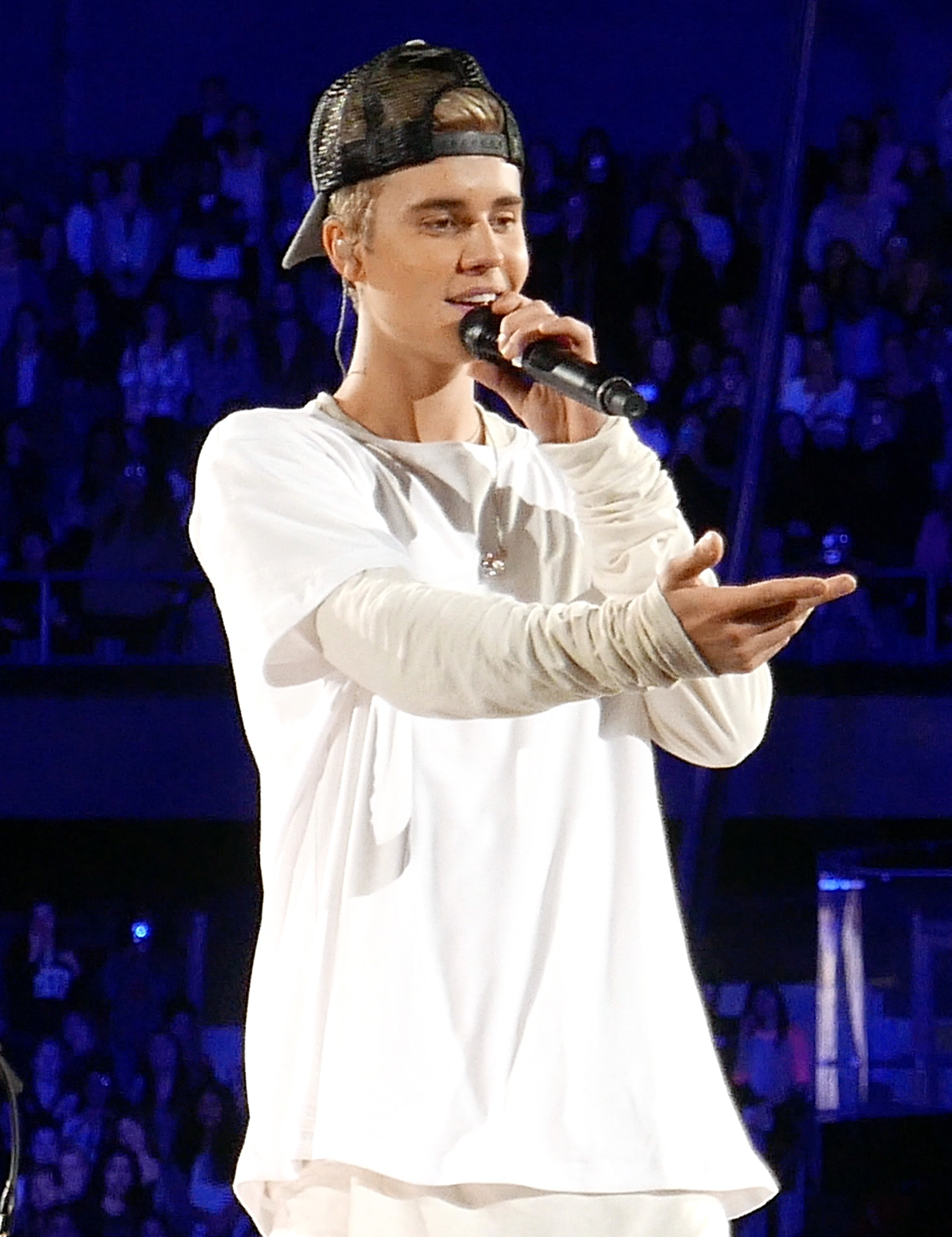
Justin Bieber em 2015

Em fevereiro de 2015, Bieber lançou uma música "Where Are Ü Now", com Jack Ü. A música ganhou um Grammy de Melhor Gravação de Dance no Grammy Awards de 2016. Em março de 2015, Bieber apareceu no videoclipe do single de Carly Rae Jepsen, "I Really Like You".
Em 28 de agosto de 2015, Bieber lançou um novo single intitulado "What Do You Mean?" Como o single principal de seu quarto álbum de estúdio, Purpose. A música é uma mistura de pop adolescente, dance music eletrônica e R&B acústico e se tornou o primeiro single número um de Bieber na Billboard Hot 100.[carece de fontes?] Ele se tornou o artista masculino mais jovem a estrear no topo da parada, ganhando um Recorde Mundial do Guinness. Em 23 de outubro de 2015, Bieber lançou o segundo single do álbum, intitulado "Sorry", como um download digital, com a pré-encomenda do álbum no iTunes. A música estreou no número dois na Billboard Hot 100. Após oito semanas não consecutivas no número dois, na semana de 23 de janeiro de 2016, "Sorry" subiu para o primeiro lugar na parada Billboard Hot 100. O terceiro single de Purpose, "Love Yourself", também alcançou o número um nos EUA, tornando Bieber o primeiro artista masculino em quase uma década a ter três números de um álbum desde Justin Timberlake. "Company" foi anunciado como o quarto single em 8 de março de 2016. Em 12 de fevereiro de 2016, os quatro primeiros álbuns de Bieber foram lançados em vinil pela primeira vez.
O Purpose foi lançado em 13 de novembro de 2015 e estreou no número um na Billboard 200 com 649 mil vendas, tornando-se o sexto álbum de Bieber a estrear no topo da parada. Foi o quarto álbum mais vendido de 2015 com vendas mundiais de 3,1 milhões de cópias. Em junho de 2016, havia vendido 4,5 milhões de cópias em todo o mundo. Em 11 de novembro de 2015, Bieber anunciou que iria embarcar na Purpose World Tour. A turnê mundial de concertos começou em Seattle, em 9 de março de 2016. Em 24 de julho de 2017, Bieber cancelou as datas restantes de sua Purpose Tour "devido a circunstâncias imprevistas".
Em 22 de julho de 2016, Bieber lançou um novo single com o trio de EDM Major Lazer e a cantora dinamarquesa MØ intitulado "Cold Water". Ele estreou no número dois na parada de músicas da Billboard Hot 100 dos EUA, tornando-se o terceiro número dois de Bieber no ranking, passando o recorde de Mariah Carey para se tornar o artista com o maior número de estreias. Em agosto de 2016, o DJ francês DJ Snake e Bieber lançaram sua música colaborativa "Let Me Love You". A música alcançou o número quatro na Billboard Hot 100. Mais tarde, Bieber e o rapper americano Post Malone lançaram Deja Vu como o quarto single do álbum de estreia de Malone, Stoney, em setembro de 2016.
Em 16 de abril de 2017, os cantores porto-riquenhos Luis Fonsi e Daddy Yankee lançaram um remix para a música "Despacito", com Bieber. A música foi o primeiro lançamento de Bieber em 2017 e o primeiro em que ele canta em espanhol. O remix elevou a música original ao Top 10 do Hot 100, sendo o primeiro top 10 em espanhol na Billboard Hot 100 desde Macarena, em 1996. O remix é a música mais vista de todos os tempos no crowdsourcing da Genius, com 21,2 milhões de visualizações.
Bieber, junto com os rappers Quavo, Chance the Rapper e Lil Wayne, vocalizou o single "I'm the One", do DJ Khaled, lançado em 28 de abril de 2017. A música estreou no número um na Billboard Hot 100, tornando-se a segunda estreia número um de Bieber e sua quarta música no topo da parada.[carece de fontes?] Uma semana depois, "Despacito" liderou as paradas nos EUA, tornando o single o primeiro Hot 100 No. 1 em língua espanhola em mais de 20 anos, tornando-se seu quinto single número um e fez de Bieber o primeiro artista. a conquistar n° 1 em semanas consecutivas.[carece de fontes?] Em 9 de junho de 2017, o single do DJ francês David Guetta "2U", no qual Bieber apareceu, foi lançado. O primeiro videoclipe de" 2U "apresenta os modelos da Victoria's Secret sincronizando os lábios com a música.
Em 17 de agosto de 2017, Bieber lançou o single "Friends" com o produtor e compositor americano BloodPop. Bieber não compareceu ao Grammy Awards de 2018 para apresentar a música indicada "Despacito", alegando que ele não faria nenhuma aparição na premiação até que seu próximo álbum fosse finalizado.[carece de fontes?] Em julho de 2018, Bieber se reuniu com o DJ Khaled em "No Brainer", co-apresentando novamente com Chance The Rapper e Quavo. Ele também participou do videoclipe.

### 2019–2020: colaborações eChanges

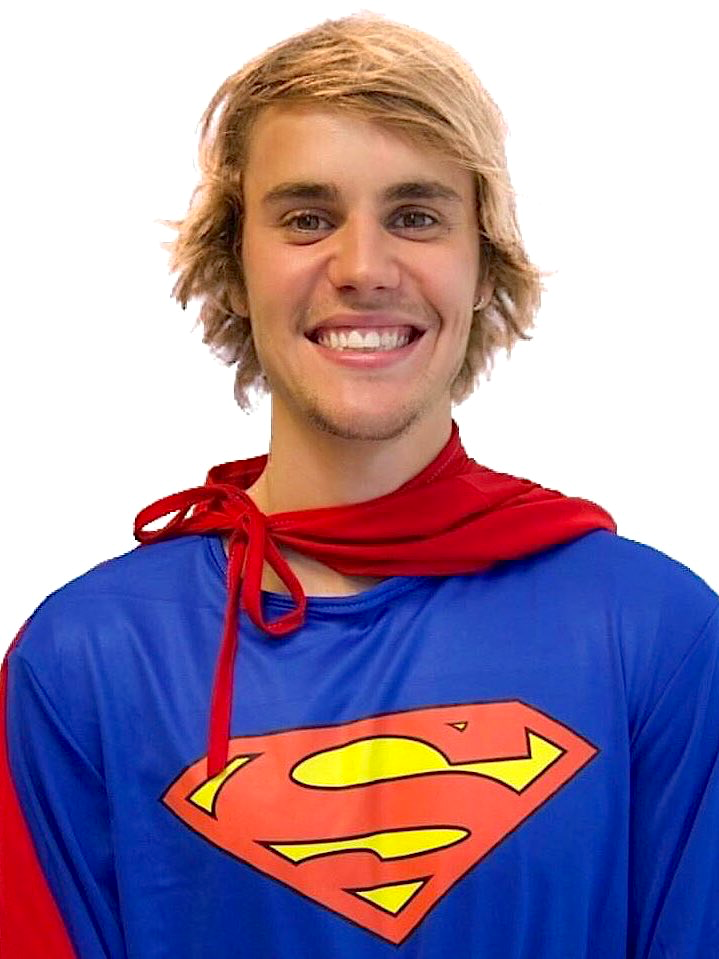
Justin em 2018

Em 25 de março de 2019, Bieber anunciou através do Instagram que fará uma pausa na música para corrigir "problemas profundamente enraizados" com os quais ele está lidando. No entanto, na sua participação no Coachella Valley Music and Arts Festival de 2019 ele anunciou mais tarde que um quinto álbum de estúdio seria lançado.
Em 10 de maio de 2019, o cantor britânico Ed Sheeran e Bieber lançaram o single "I Don't Care", do álbum de Sheeran No. 6 Collaborations Project (2019). A música se tornou um sucesso mundial, alcançando o número um em 26 países, enquanto alcançou o número 2 nos Estados Unidos. Mais tarde, Bieber apareceu em um remix do single de sucesso de Billie Eilish, "Bad Guy", que foi lançado em 11 de julho. Em 4 de outubro de 2019, lançou a música "10 000 Hours".
Em 24 de dezembro de 2019, Bieber anunciou que lançaria seu quinto álbum de estúdio e iniciaria sua quarta turnê em 2020. Ele também anunciou o primeiro single do álbum, "Yummy", sendo lançado em 3 de janeiro de 2020.
Sua turnê até então sem nome definido, está prevista para começar em Seattle no CenturyLink Field em 14 de maio.
Em 31 de dezembro de 2019, Bieber também lançou um trailer anunciando sua série de documentários do Youtube Originals, de 10 episódios, Seasons, que aparecerá em episódios às segundas e quartas-feiras, a partir de 27 de janeiro de 2020.
O primeiro single do álbum, "Yummy", foi lançado em 3 de janeiro de 2020. Estreou em número dois na Billboard Hot 100. Em 31 de dezembro de 2019, Bieber também lançou um trailer anunciando sua série documental de 10 episódios do YouTube Originals, Seasons, que aparecerá em episódios às segundas e quartas-feiras, começando em 27 de janeiro de 2020. Aparecendo no The Ellen DeGeneres Show em janeiro 28 de 2020, Bieber finalmente confirmou a data de lançamento de seu quinto álbum de estúdio, Changes, para 14 de fevereiro de 2020. No mesmo dia, ele também lançou um single promocional para o álbum, "Get Me", com a participação do cantor Kehlani. Em 7 de fevereiro, Bieber lançou "Intentions" (com Quavo) como o segundo single do álbum. Alcançou o número cinco na Billboard Hot 100. Changes foi lançado em 14 de fevereiro, estreando em número um na Billboard 200, seu sétimo álbum número um nos Estados Unidos.
Em 27 de janeiro de 2020, na estreia da série de documentários Bieber's Seasons, Bieber anunciou um novo single, "La Bomba", com o cantor colombiano J Balvin, no qual Bieber cantaria em inglês e espanhol. Em 28 de fevereiro de 2020, um clipe da gravação do videoclipe vazou, incluindo uma parte da música. Em 8 de maio de 2020, a cantora americana Ariana Grande e Bieber lançaram o single "Stuck with U".

### 2020-2022: Justice
Em 18 de setembro de 2020, Justin Bieber lançou uma colaboração com Chance the Rapper intitulada "Holy", que ele descreveu como o início de sua nova era e o primeiro single de seu próximo sexto álbum de estúdio. A canção alcançou o terceiro lugar na Billboard Hot 100. Em 15 de outubro de 2020, ele lançou "Lonely", uma colaboração com Benny Blanco, como o segundo single de seu álbum. Essa música chegou à 12ª posição na Billboard Hot 100. Bieber e J Balvin participaram de um remix do single "Mood", de 24kGoldn, lançado em 6 de novembro de 2020. Em 20 de novembro de 2020, Shawn Mendes e Bieber lançaram "Monster", parte do quarto álbum de estúdio de Mendes, Wonder, que atingiu a oitava posição na Billboard Hot 100.
Em 1º de janeiro de 2021, Bieber lançou o terceiro single, "Anyone", que alcançou o sexto lugar na Billboard Hot 100. Em 14 de fevereiro de 2021, ele apresentou o "Journals Live" em colaboração com o TikTok, marcando sua primeira performance ao vivo de seu álbum Journals de 2013. Este evento se tornou o primeiro concerto de longa duração na plataforma e quebrou o recorde de transmissão ao vivo mais assistida de um único artista na história do TikTok. Em 26 de fevereiro de 2021, Bieber anunciou oficialmente que seu sexto álbum de estúdio seria intitulado Justice. Em 5 de março de 2021, ele lançou o quarto single do álbum, "Hold On", que alcançou a 20ª posição na Billboard Hot 100. O álbum Justice e seu quinto single, "Peaches", foram lançados em 19 de março de 2021 e receberam críticas geralmente positivas. O álbum estreou no primeiro lugar na Billboard 200, sendo o oitavo projeto número um de Bieber, enquanto "Peaches" também estreou em primeiro lugar na Billboard Hot 100, tornando-se seu sétimo single número um. Com isso, Bieber quebrou recordes importantes nos EUA, tornando-se o artista solo mais jovem a ter oito álbuns no topo das paradas e o primeiro a estrear simultaneamente uma música e um álbum no topo da Billboard.
Na Páscoa de 2021, Bieber lançou de surpresa o EP Freedom, inspirado em música gospel, contendo seis faixas. Em 11 de abril de 2021, Justice permaneceu no topo da Billboard 200 por mais de uma semana, algo que não acontecia com um álbum completo de Bieber há mais de uma década. Em 10 de maio de 2021, DJ Khaled lançou o single "Let It Go", com Bieber e 21 Savage. Em 11 de junho de 2021, Bieber apareceu no quarto álbum de estúdio do Migos, Culture III, na faixa "What You See". Em 9 de julho de 2021, Bieber lançou uma colaboração com The Kid Laroi intitulada "Stay", que estreou em terceiro lugar na Billboard Hot 100 e mais tarde alcançou o primeiro lugar. "Stay" também se tornou a 100ª música de Bieber a entrar na Billboard Hot 100, fazendo dele o artista solo mais jovem a alcançar esse feito.
Em 13 de agosto de 2021, Bieber lançou um remix da música "Essence" de Wizkid, sua primeira canção no estilo afrobeats, elevando a posição da música para o nono lugar na Billboard Hot 100. Uma semana depois, ele lançou uma colaboração com Skrillex e Don Toliver intitulada "Don't Go". Em 4 de setembro de 2021, Bieber foi o artista principal do Made in America Festival, na Filadélfia. Em 8 de outubro de 2021, ele lançou o documentário Justin Bieber: Our World, que ofereceu uma visão dos bastidores de sua preparação para o show de véspera de Ano Novo de 2020. No dia 29 de outubro de 2021, Bieber lançou um cover da clássica canção natalina "Rockin' Around the Christmas Tree". Em 19 de novembro de 2021, Bryson Tiller lançou o single "Lonely Christmas", com a participação de Bieber. Em 3 de dezembro de 2021, ele lançou uma colaboração com o rapper Juice Wrld intitulada "Wandered to LA". Em janeiro de 2022, Bieber quebrou o recorde de ouvintes mensais no Spotify, alcançando 94,68 milhões. Em 27 de agosto de 2022, Justin Bieber lançou um single exclusivo intitulado "Beautiful Love" para o jogo battle royale Garena Free Fire. Em 4 de setembro de 2022, Justin Bieber foi a atração principal do Rock in Rio, realizando seu último show antes de iniciar uma pausa para tratar da doença de Lyme.

### 2023–Presente: Swag
Em 15 de setembro de 2023, Bieber apareceu na música "Moments", do álbum de P. Diddy, e lançou uma versão acústica de "Snooze", de SZA, estrelando também no videoclipe da versão original da música. Em abril de 2025, o NetEase Cloud Music nomeou Justin Bieber como o artista europeu/americano mais transmitido nos 12 anos de história da plataforma, ultrapassando a marca de 11,9 bilhões de streams.
Em janeiro de 2023, Justin Bieber vendeu seus direitos musicais e parte de seu catálogo de gravações até 2021, para a Hipgnosis Songs Fund, apoiada pela Blackstone — uma venda avaliada em mais de US$ 200 milhões. Bieber teria sido convidado para ser a atração principal do Coachella 2023, mas recusou para focar em seu sétimo álbum de estúdio.
Em 24 de fevereiro de 2023, Don Toliver lançou o single "Private Landing", com a participação de Bieber e Future, do terceiro álbum de estúdio de Toliver, "Love Sick". Ele se juntou a Toliver no palco do festival Rolling Loud de 2023 para uma performance surpresa da música. Em 15 de setembro, Bieber fez uma participação especial na música "Moments" do quinto álbum de estúdio do rapper Diddy, "The Love Album: Off the Grid". Ele lançou uma versão acústica do single "Snooze", de SZA, e estrelou o videoclipe como o interesse amoroso dela.
Em abril de 2025, o NetEase Cloud Music nomeou Bieber como o artista europeu/americano mais transmitido nos 12 anos de história da plataforma, com mais de 11,9 bilhões de streams. Em 10 de julho de 2025, ele lançou seu sétimo álbum de estúdio, intitulado Swag, pouco depois de provocar os fãs sobre um projeto futuro através de outdoors na Islândia, no mesmo dia.

### Carreira de ator

#### CSI: Crime Scene Investigation
Bieber fez sua estreia como ator no primeiro capítulo da décima primeira temporada da série de televisão americana CSI: Crime Scene Investigation, que estreou em 23 de setembro de 2010, e onde interpretou Jason McCann, «[...] um adolescente problemático que ele deve tomar uma decisão importante em relação a seu único irmão». Algum tempo depois, ele voltou a participar de um capítulo posterior da série, que foi ao ar em 17 de fevereiro de 2011, e no qual seu personagem morre.

#### Justin Bieber: Never Say Never
No dia 11 de fevereiro de 2011, estreou o documentário Justin Bieber: Never Say Never, que apresenta a carreira musical do cantor com gravações da turnê de 2010. A direção ficou a cargo de Jon Chu, conhecido pela direção de o filme Step Up 3D, e que foi gravado em formato tridimensional. O filme alcançou as primeiras posições de bilheteria dos Estados Unidos depois de faturar aproximadamente US$ 12,4 milhões no dia de seu lançamento em um total de 3 105 cinemas. Além disso, durante o primeiro fim de semana de seu lançamento nos Estados Unidos, o documentário arrecadou cerca de US$ 30,3 milhões, um valor que ficou atrás apenas da comédia romântica Just Go With It., que teve lucro de US$ 31 milhões. Never Say Never é dito ter ultrapassado as expectativas da indústria cinematográfica, com pouca margem de diferença para coincidir com os US$ 31,1 milhões arrecadados pelo 2008 documentário Hannah Montana & Miley Cyrus: Best of Both Worlds Concert, e que detém a recorde de estreia de maior bilheteria na categoria de documentários musicais. A estreia do documentário Bieber foi acompanhada pela publicação de seu segundo álbum de remixes Never Say Never - The Remixes, que chegou ao mercado em 14 de fevereiro de 2011 e contém remixes de seu primeiro álbum e tem a participação de Miley Cyrus, Chris Brown, Kanye West, entre outros.

## Prêmios e indicações
Em 2010, Justin lançou seu primeiro álbum de estúdio, My World 2.0, que recebeu uma indicação e foi premiado no American Music Awards na categoria "Álbum de Pop/Rock favorito". Na mesma premiação, Justin venceu as outras três categorias em que concorria. No mesmo ano, Justin venceu três das quatro categorias em que concorria no MuchMusic Video Awards. Os singles "Baby" e "One Time" se destacaram em muitas premiações como o Kids' Choice Awards, MuchMusic Video Awards e o Billboard Music Awards, vencendo todas as categorias em que foram nomeados nas premiações citadas. Bieber foi indicado cinco vezes ao Teen Choice Awards, onde foi premiado em quatro das cinco categorias sendo que uma das indicações foi para o álbum My World 2.0.
Ainda em 2010, My World 2.0 recebeu duas indicações ao Juno Awards, Justin não venceu nenhuma das três categorias em que foi nomeado sendo que ele veio a vencer essa premiação apenas em 2011. Os singles "Baby" e "One Time" foram ambos nomeados ao MuchMusic Video Awards na categoria "Vídeo internacional do ano por um canadense", sendo que o vencedor foi o single "Baby". Foi indicado na categoria "Artista internacional favorito" no VMB.
Em 2011, foi indicado em duas categorias no Grammy Awards, não sendo premiado em nenhuma delas. Foi nomeado em doze categorias no Billboard Music Awards, onde ganhou sete prêmios. Com o lançamento do documentário em 3D Justin Bieber: Never Say Never, Justin foi nomeado ao MTV Movie Awards, onde venceu na categoria "Melhor momento de cair o queixo". Foi indicado ao CMT Music Awards na categoria "Vídeo colaborativo do ano" com o videoclipe da canção "That Should Be Me" com a participação da banda country Rascal Flatts, onde foi premiado. Foi novamente nomeado ao Juno Awards, onde venceu duas das quatro categorias em que estava concorrendo. Venceu quatro das cinco categorias em que concorria ao Teen Choice Awards, sendo nessa premiação onde ele foi nomeado pela primeira vez por interpretar Jason McCann no seriado CSI, na categoria "Vilão".

## Imagem pública e vida pessoal

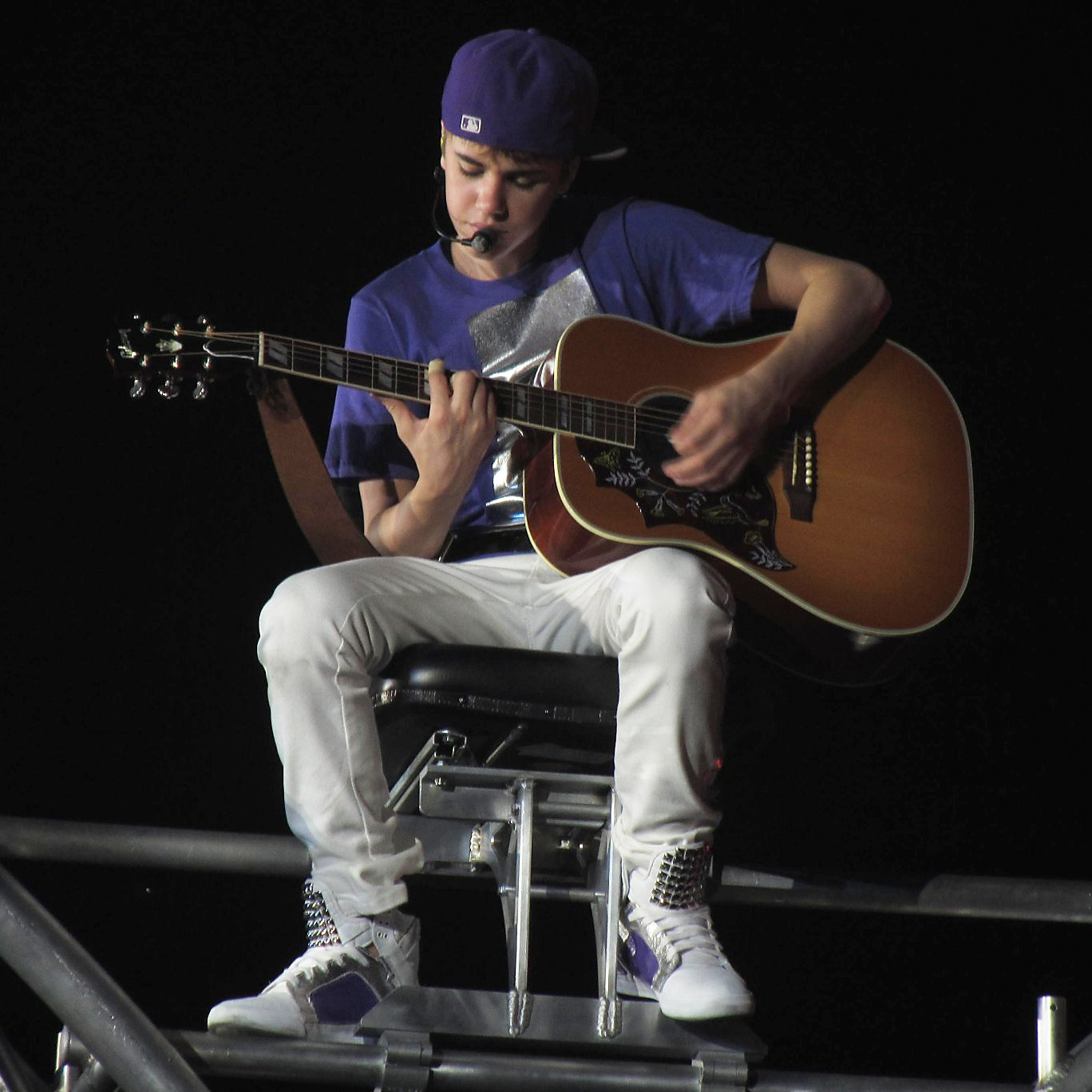
Bieber, fazendo uma performance de "Favorite Girl" em Zurique, Suíça.

O jornal britânico The Observer publicou um relatório indicando que Justin Bieber é mais influente nas redes sociais do que Barack Obama ou Dalai Lama. De acordo com Jan Hoffman do The New York Times, parte da fama de Bieber vem de seu canal no YouTube. Muito antes dele lançar seu primeiro EP, My World, em meados de novembro, os vídeos do YouTube atraiam milhões de visualizações. Braun reconheceu o recurso e antes de voar para Atlanta, Braun queria "construí-lo no YouTube primeiramente" e houve um recorde nos vídeos caseiros de Bieber.
Bieber continua a fazer upload de vídeos para o mesmo canal e abriu uma conta no Twitter, a partir da qual ele interage com os fãs regularmente; sua conta atingiu em setembro de 2011, mais de 13 milhões de seguidores tornando Bieber a segunda pessoa mais seguida no mundo pelo Twitter, estando atrás apenas da cantora Lady Gaga. As contas também serviram como meio de comercialização, por exemplo, o vídeo da música "One Time", só começou a vender depois de ser posto no Youtube. Usher comentou que ele e Justin começaram com a mesma idade: "Eu tive a chance de crescer com o meu sucesso, como está acontecendo com Bieber." Como resultado, Usher, Braun e o segurança pessoal de Justin, Kenny Hamilton, o ensinam constantemente sobre como manipular sua fama e a sua imagem pública.
Após a assinatura de Bieber, Usher nomeou um dos seus antigos assistentes, Ryan Good, para ser estilista de Justin. Good, uma vez apelidado por Bieber como "treinador bravata", criou um "look das ruas" para o cantor, que consistia de bonés, casacos, correntes para cães e tênis chamativo. Amy Kaufman do The Los Angeles Times comentou: "Apesar de ter uma educação de classe média suburbana em Stratford, a maneira de falar e de se vestir de Bieber sugere que ele está tentando se tornar igual aos seus cantores favoritos". Bieber já lançou uma marca própria de esmaltes. Estátuas de cera de Justin estão em exibição na Madame Tussauds, museu de cera em Nova York, Amsterdam e Londres.
Bieber acabou também por fazer famoso o seu sósia, o peruano Alejandro Avilez. Alejandro, conhecido como "Bieber Peruano", já participou de diversos programas televisivos e inclusive cantou em shows as mesmas músicas do autor.
Em 27 de fevereiro de 2011 Bieber participou do 2011 Vanity Fair Oscar com a atriz e cantora americana Selena Gomez, confirmando vários meses de especulação da mídia sobre um relacionamento romântico entre os dois. Gomez e Bieber assumiram namoro após um suposto vídeo de um beijo vazou na internet. As fãs do cantor, Beliebers, começaram a fazer ameaças de morte e cyberbullying através das redes sociais. Em novembro de 2012, foi noticiado que Bieber e Gomez terminaram seu relacionamento depois de aproximadamente dois anos de namoro.
Em maio de 2012 Bieber comprou uma mansão de 10 000 m² em 1,3 hectares de terra, localizada na comunidade de Calabasas, um subúrbio de Los Angeles, na Califórnia. Em junho de 2012, foi lançada a campanha "Music Make It Better" com PSAs, Bieber, Victoria Justice e The Band Perry. A campanha tem como objetivo trazer música, artes, e outros programas para crianças enquanto estão no hospital.
Depois de alguns relacionamentos amorosos, incluindo as idas e vindas com Selena Gomez, em 7 de julho de 2018, Justin se tornou noivo de Hailey Baldwin, casando-se em outubro de 2019.

### Cabelo

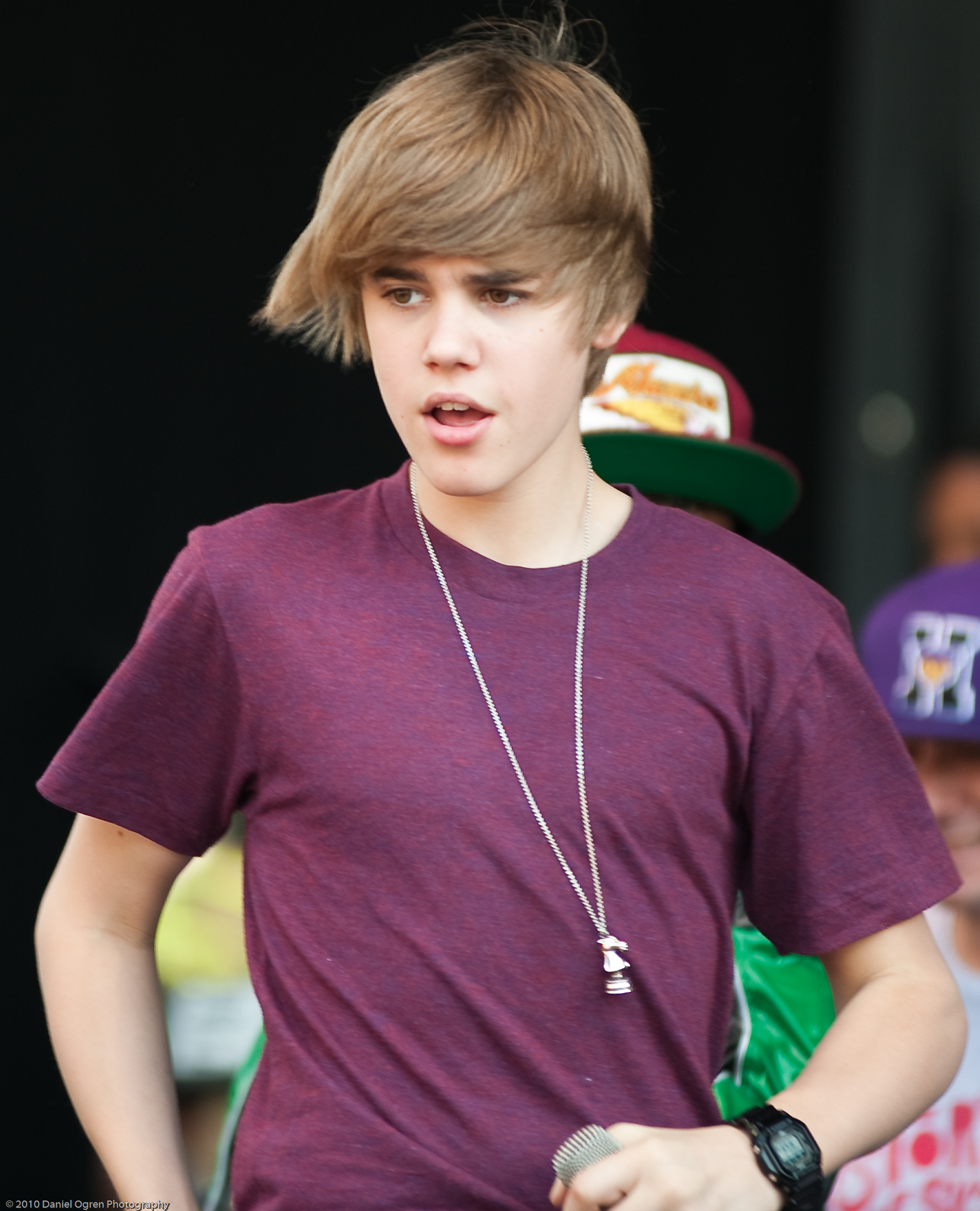
Justin Bieber em 2010, usando seu Biebercut

O corte de cabelo anteriormente usado por Bieber e sua popularidade com os adolescentes mostrou-se como um fenômeno cultural, tornando-se um dos penteados mais copiados entre os garotos adolescentes e recebendo o nome de Biebercut.
Em 2011, Bieber mudou seu corte. Uma mecha de seu cabelo foi doada a apresentadora Ellen DeGeneres que leiloou a mecha através do site eBay e assim foi vendida no valor de US$ 40 688,00 com 98 lances no total. Os fundos arrecadados com a venda do cabelo de Bieber foram doados à organização sem fins lucrativos The Gentle Barn, um grupo que se dedica a resgatar animais desabrigados.

### Crenças
Bieber já declarou ser um cristão. Bieber foi batizado em janeiro de 2014, pelo pastor pentecostal Carl Lentz, da Hillsong Church, após uma experiência de novo nascimento. Em janeiro de 2021, ele anunciou que havia se tornado membro da igreja evangélica Churchome.

### Opiniões
Questionado sobre se uma pessoa deve esperar até o casamento para ter relações sexuais, Bieber respondeu: "Eu não acho que você deve ter relações sexuais com alguém que você a ame". Perguntado sobre sua opinião sobre o aborto, Bieber disse: "Não concordo com o aborto, é como você estar tentando matar o bebê". Comentários de Bieber em fevereiro de 2011 para a Rolling Stone causaram polêmica. Quando perguntado sobre o aborto em casos de abuso sexual, ele disse: "Bem, eu acho que é realmente triste, mas tudo acontece por uma razão. Eu não sei como o aborto possa ser um motivo para isso, mas nesse caso eu não sou capaz de julgar ninguém." Na mesma entrevista, Bieber falou sobre a homossexualidade, onde afirmou: "É própria a decisão de todos que querem ser isso, isso só não deve afetar a mais ninguém". A Rolling Stone comentou: "Não está claro se ele pretendia definir homossexualidade como uma escolha de vida." Ao falar sobre qual partido político ele apoiaria se pudesse votar, Justin declarou: "Eu não tenho certeza sobre os partidos que quero apoiar quando que tiver direito ao voto".

### Visão política
Bieber ainda disse que não está interessado em obter a cidadania americana, elogiando o Canadá como sendo "o melhor país do mundo" e citando o sistema de saúde canadense como um exemplo. Ele também é um amigo de Barack Obama, mas concorda com alguns aspectos políticos.

### Filantropia
Justin Bieber apoia "Pencils of Promise", uma instituição de caridade fundada por Adam Braun, o irmão mais novo do empresário de Justin Bieber, Scooter Braun. Essa organização constrói escolas para crianças e adolescentes em países em desenvolvimento. Justin Bieber se tornou o líder da campanha que esta organização realizou na Guatemala. O cantor sempre participa das galas de arrecadação de fundos dessa instituição de caridade e também doa parte da receita de seus shows e de sua empresa de fragrâncias, além de organizações das quais é membro. Ele é participante da associação PETA, e ele mesmo incentiva as pessoas através de suas redes sociais a se voluntariarem e também a optarem sempre pela adoção em abrigos de animais ao invés de comprar animais de criadores ou lojas.
Em 2013, Justin Bieber lançou sua campanha #GiveBackPhilippines para ajudar as vítimas do tufão Haiyan, viajando pessoalmente para as Filipinas, após arrecadar US$ 3 milhões com sua campanha. Seu apoio e doação ao país das Filipinas lhe renderam uma estrela na Calçada da Fama das Filipinas.
O artista canadense, constantemente apóia e doa para as instituições de caridade "Children's Miracle Network Hospitals" e "Alzheimer's Association".

### Problemas

#### De controle de multidões
A popularidade de Bieber vinha causado preocupações de segurança. Embora fosse para promover seu álbum My World, a apresentação programada para ser exibida no Roosevelt Field foi cancelada. O evento saiu do controle e mais de 35 seguranças do Condado de Nassau e de Garden City tiveram de ser convocados. Diversos fãs sofreram ferimentos leves. A polícia prendeu o vice-presidente da Island Records, James A. Roppo, por supostamente dificultar os esforços policiais para controlar a multidão por não ter mandado uma mensagem pelo Twitter dizendo que o evento havia sido cancelado como instruiu a polícia. Em 24 de março de 2010, o empresário de Justin, Scooter Braun foi preso por uma acusação penal relativa ao acidente. Braun não se declarou culpado por nenhuma acusação e foi liberado mais tarde. Em 6 de maio de 2011, a gravadora de Bieber, Island Def Jam, e sua sociedade de gestão, Remster 3 LLC, se declarou culpado por violar os códigos de incêndio no local do incidente, enquanto as acusações contra o vice-presidente da Island Records, foram retiradas. Bieber em um serviço público fez um anúncio contra o cyberbullying, duas acusações menores foram lançadas contra Braun. Richard Klein, professor de direito dos menores disse: "Legalmente, ele ser envolvido na solução das acusações criminais de outras pessoas, é extraordinário". Noah Levy, chamou o acordo de uma fantasia para Bieber.
Em 26 de abril de 2010, uma promoção de desempenho foi cancelada pela polícia australiana após várias meninas ficarem feridas em uma multidão de fãs de Bieber. Estava programado para Justin cantar 3 músicas para o programa de TV Sunrise. No Twitter, Bieber afirmou logo após o incidente: "Eu quero deixar isso claro... Eu não cancelei. Eu acordei essa manhã e a polícia havia cancelado o show por motivos de segurança. Estou muito feliz com o amor de todos, mas eu quero que vocês se lembrem de que a segurança de meus fãs vem em primeiro lugar". O incidente não impediu Justin de agendar uma visita a 5 cidades da Austrália, conforme anunciado em 2010. Em Liverpool, em seu dia de folga antes de um show, Bieber não tinha permissão de sair de seu hotel. Ele foi avisado pela polícia que poderia ser preso caso formasse um "motim".
A popularidade de Bieber entre as meninas, incluindo a sua base de fãs conhecida como Beliebers, ocasionalmente tem levado duras críticas pelos fãs de outras pessoas, ameaças de morte, e observações caluniosas que são mais voltadas para as mulheres com quem a imprensa tem romanticamente associado a Bieber, como a socialite Kim Kardashian, a cantora Jasmine Villegas e a cantora e atriz Selena Gomez, que namorou Bieber.

#### Policiais e polêmicas
Bieber teve problemas com o tribunal após Mariah Yeater, de 20 anos, aparecer na mídia em 2011 alegando que estaria grávida do cantor. Ela disse que quando tinha 19 anos, eles mantiveram relações sexuais. Iniciou-se um processo sobre o caso, além de ser obrigado a pagar U$ 100 mil para instituições de caridade. Ao programa Today, Bieber falou a respeito do incidente:
| “ | Eu apenas gostaria de dizer basicamente que nenhuma dessas alegações são verdadeiras. Eu sei que serei um alvo, mas nunca uma vítima. | ” |

Ainda em 2011, Yeater retirou a ação paternidade contra Justin Bieber após seu ex-namorado admitir ser o pai da criança e que tudo não passou de uma farsa para gerar dinheiro, uma quantia que equivalia a U$ 50 mil. Em 2012, Justin lançou a música "Maria", com os trechos "Ela está fingindo, fingindo tudo | Porque ela queria toda a minha atenção | E ela estava recebendo o meu nome através da sujeira | Eu estou falando com você, Maria | Por que você quer fazer isso comigo?". Mais tarde, foi revelado que a música se referia a Mariah Yeater - oque não havia sido afirmado até então - completou dizendo "Em todas as entrevistas, eu falava 'eu não posso falar sobre isso', então poder finalmente falar sobre isso no álbum é incrível. As pessoas não esquecem aquilo, foi manchete nos jornais. Então, poder falar sobre isso e dizer o meu lado da história e me expressar, sinto que essa foi a melhor maneira de fazer isso".

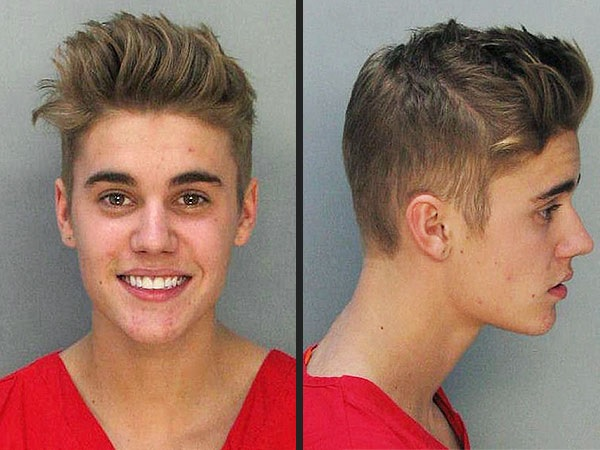
Foto policial de Justin Bieber

Em abril de 2013, a polícia sueca apreendeu o ônibus do cantor, realizando uma busca no ônibus e encontrando uma boa quantidade de drogas.
No mesmo mês ele abandonou o seu macaco de estimação nas ruas da Alemanha. A polícia encontrou o animal que não tinha a documentação e um certificado de saúde. O primata foi colocado em quarentena pela polícia local e encaminhado para uma clínica veterinária em Munique; depois foi levado para um zoológico. Após quase um ano, ele finalmente pagou uma multa de 10,7 mil dólares por abandonar seu macaco de estimação.
Em novembro de 2013, Bieber agrediu um fotógrafo na Argentina, que processou o cantor em 2 milhões de dólares. Ele ainda desrespeitou o país "varrendo" com os pés a bandeira para fora do palco, o que revoltou a população argentina.
Justin foi flagrado pela polícia de Los Angeles dirigindo um Caddilac preto e fazendo manobras radicais, juntamente com Sean Kingston, que dirigia um Rolls-Royce; o grupo foi advertido pela polícia.
O cantor foi preso em 23 de janeiro de 2014 na cidade americana de Miami Beach, na Flórida, por dirigir embriagado e participar de um racha. O cantor resistiu à prisão quando foi abordado por autoridades por dirigir acima da velocidade permitida e gritou palavrões aos policiais. Além disso, estava com a carteira de motorista vencida. Ele estava no comando de um veículo Lamborghini amarelo que trafegava com velocidade estimada entre 80 e 96 quilômetros por hora, aproximadamente, em uma área residencial onde a velocidade máxima permitida é de 48 quilômetros por hora, fez testes que determinaram que o nível de álcool em seu sangue estava alto e ele estava drogado. Após os exames, ele foi fichado, processado e preso.
Na noite do dia 29 de janeiro de 2014, Justin foi novamente preso, desta vez pela polícia de Toronto, no Canadá, acusado de agredir o motorista de sua limusine no último dia 30 de dezembro. Em um comunicado à imprensa a polícia local informou que o incidente ocorreu durante a madrugada, quando o motorista da limusine de Bieber buscou um grupo de seis pessoas, entre elas o cantor, em uma casa noturna do centro da cidade. Após buscar o grupo e levá-los a um hotel, iniciou-se uma briga entre Justin e o motorista. Durante a briga, ele feriu o motorista na cabeça e deixou o local antes da chegada da polícia.
O canadense foi investigado pela polícia de Los Angeles, nos Estados Unidos, por tentativa de roubo de um telefone celular de uma mulher, o incidente aconteceu em maio de 2014, quando ele se aproximou desta, que estava acompanhada de sua filha, e tentou tirar-lhe o celular do bolso.
Bieber foi declarado culpado pelo vandalismo contra a casa de um vizinho em um condomínio nos Estados Unidos em julho de 2014, condenado a ficar dois anos em liberdade condicional sob supervisão da justiça norte-americana. Neste caso, qualquer deslize do cantor pode ser um agravante e resultar em prisão. Além de ter pagado uma multa de quase U$ 81 mil por prejuízos ao imóvel.
Em 29 de agosto de 2014, o cantor foi preso nas proximidades de Toronto (Canadá), por condução perigosa e agressão, por ter causado um acidente, chocando-se com um automóvel.
Em outubro de 2014 Justin volta a agredir fotógrafos, desta vez em Paris, um deles o processou.
Em abril de 2015, o juiz argentino Alberto Julio Banos emitiu um mandado de prisão contra Bieber, por não ter comparecido a uma audiência em Buenos Aires (capital da Argentina), expirou o prazo de 60 dias para a audiência judicial.
Em julho de 2017, foi proibido de atuar na China devido a "má conduta".

### Saúde
Em janeiro de 2020, Justin anuncia que foi diagnosticado com a doença de Lyme, que afetou sua pele, cérebro e saúde no geral. É a mesma doença que paralisou a carreira da também cantora canadense Avril Lavigne durante cinco anos.

### Críticas
Bieber é criticado frequentemente por parecer mais jovem que sua verdadeira idade, por sua música pop, sua imagem e a frequente atenção que recebe da mídia. Ele tem sido um alvo frequente de blogueiros da internet e de mensagens ofensivas de usuários do YouTube e de vários grupos do Facebook.
Vários boatos circulavam, inclusive que Bieber tinha morrido, ou que sua mãe oferecia US$ 50 mil para posar na revista Playboy - estes foram desmentidos via twiter direcionado aos fãs. Vídeos no YouTube foram hackeados para redirecionar seus usuários para sites adultos ou adicionar mensagens dizendo que Justin havia morrido em um acidente de carro; fotografias sendo alteradas para imagens pornográficas e outros. Obrigando as empresas afetadas reforçarem a segurança para reverter os danos.
O rumor mais notável foi enviar Bieber para a Coreia do Norte como parte de sua primeira turnê mundial intitulada My World Tour. O segundo país foi Israel. É improvável que Justin teria permissão de ambos os governo, ou organizadores de concertos, para entrar nos países. A Universal Music Group negou qualquer envolvimento, tornando-se alvo da brincadeira online. Um porta-voz da BBC News confirmou ser um trote e não quis dar mais informações. Nick Collins do The Daily Telegraph especulou que o caráter de Justin também parecia uma nota particularmente azeda com seus críticos da internet, com muitas observações sobre sua aparência jovem, sua música pop, sua imagem como galã para as adolescentes e seu modo de falar.

## Publicidade

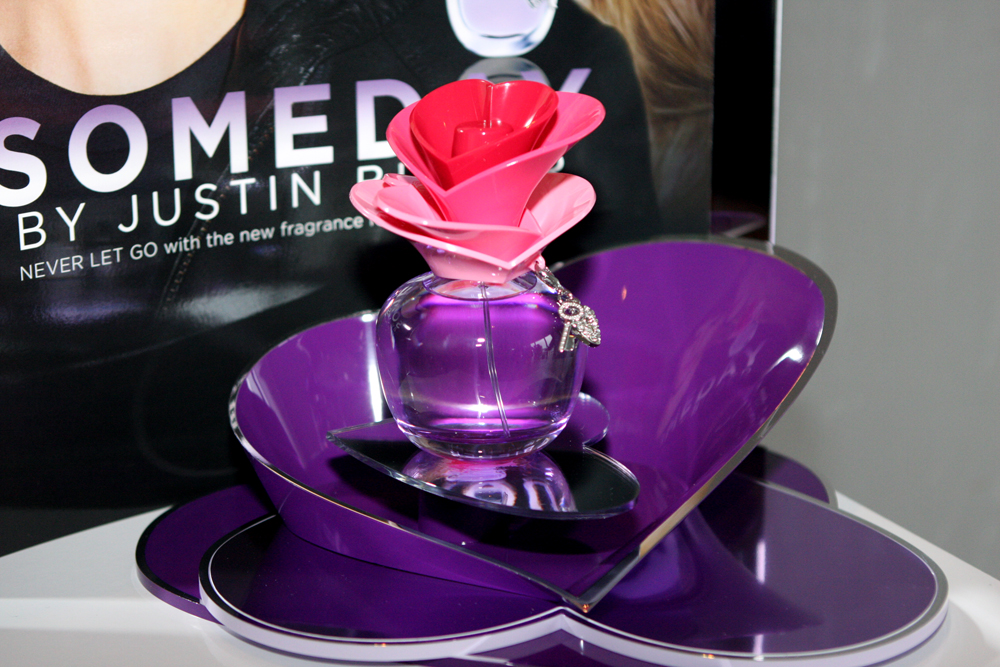
Frasco do perfume Someday

### FragrânciaSomeday
Em maio de 2011, Bieber anunciou que planejava lançar uma fragrância feminina. Justin que já tem no mercado um perfume unissex e uma linha de esmaltes, disse que lançaria esse novo produto em junho de 2011. Em um comunicado para a WWD.com, Bieber declarou: "Vamos ser realistas, o perfume de uma garota é muito importante para um cara! Tenho uma profunda conexão com meus fãs, por isso criar fragrâncias de que gosto pessoalmente é uma outra maneira de trazê-los para perto do meu mundo". O site Women's Wear Daily revelou que o perfume se chamaria Someday. Informou também que ele seria vendido em um frasco de vidro, sua tampa teria um formato composto por pétalas que simulam uma rosa vermelha em forma de coração, enquanto no gargalo da embalagem vem pendurado um pingente com um coração e uma chave para as fãs abrirem, tradução, as fãs têm a chave do coração do cantor. A fragrância foi feita por Honorine Blanc da Firmeniche, que falou sobre a criação de uma "deliciosa fruta". O cheiro do perfume foi escolhido a dedo por Justin, que disse ter acompanhado todo o processo do mesmo:
| “ | Eles me deixaram acompanhar todo o projeto, porque eu conheço os meus fãs muito bem. Eu trabalhei com quem estava no comando da fragrância e eu ajudei a criar o design do frasco e da embalagem. | ” |

O design da embalagem foi feito por Marc Jobs Lola e o pingente foi desenhado por Lance McGregor. O perfume foi lançado em 20 de junho de 2011 nos Estados Unidos e Canadá, não tendo previsão de lançamento para outros países.
Em 24 de maio de 2011, Justin lançou o comercial oficial do perfume, que foi postado na conta oficial do mesmo no YouTube. No comercial, Bieber aparece flutuando ao lado da modelo Dree Hemingway. No início de junho de 2011, foram publicadas fotos de novos produtos da linha Someday, que traria a fragrância mais uma loção corporal, um spray para cabelos e uma versão rollon do perfume. Em 23 de junho de 2011, Justin esteve na Macy's, rede de lojas que está vendendo seu perfume para fazer uma ação promocional da fragrância. Bieber chegou por volta de 14h00 em Nova Iorque para o evento e foi recepcionado por fãs que acamparam por até dois dias do lado de fora na esperança de conseguir uma entrada na loja e conhecer Justin pessoalmente. Os primeiros 350 fãs conseguiram uma entrada.
Em países como no Brasil, é possível comprar a fragrância apenas pela internet, mas pelo país ser o terceiro colocado na parada de vendas do perfume, é possível que ele chegue no Brasil até o final de 2011.

### Linha de perfumes
- Someday (2011)
- Someday Limited Edition (2012)
- Girlfriend (2012)
- Someday Summer Edition (2013)
- The Key (2013)
- Collector's Edition (2014)
- Next Girlfriend (2014)

## Discografia
- My World 2.0 (2010)
- Under the Mistletoe (2011)
- Believe (2012)
- Journals (2013)
- Purpose (2015)
- Changes (2020)
- Justice (2021)
- Swag (2025)

## Videografia
A videografia de Justin Bieber consiste em quarenta e cinco videoclipes, oito comerciais de televisão e várias aparições na televisão. Para seu mini álbum de estreia, My World (2009), Bieber lançou os videoclipes dos singles "One Time","One Less Lonely Girl" e "Love Me''. Nos dois primeiros vídeos, Bieber interpreta um jovem tentando mostrar seu amor por uma garota. Decepcionado com o resultado obtido no final do vídeo "One Time", ele recebe uma citação no final do vídeo "One Less Lonely Girl". O videoclipe de "Love Me" é uma compilação de imagens de shows, bastidores e filmes de estúdio.
Bieber lançou seu primeiro álbum de estúdio, considerado a segunda parte do My World (My World 2.0), com o videoclipe da música "Baby" com Ludacris (o segundo videoclipe com 1 bilhão de visualizações no YouTube e o décimo quinto vídeo mais visto no site, com mais de 1,4 bilhão de visualizações em agosto de 2016). O vídeo tem mais "dislikes" do que "likes". Em outubro de 2016, tinha mais de cinco milhões de curtidas e mais de seis milhões de não curtidas. Ambos os álbuns foram apresentados no primeiro filme de Bieber, Justin Bieber: Never Say Never, o filme de concertos de maior bilheteria nos Estados Unidos desde 1984 e o terceiro documentário de maior bilheteria desde 1982.
O segundo álbum de estúdio de Bieber e primeiro álbum de Natal, Under the Mistletoe (2011), incluiu os videoclipes de "Mistletoe", "Santa Claus Is Coming to Town", "All I Want for Christmas Is You " e "FA la la". Os dois últimos estrelados por Mariah Carey e Boyz II Men, respectivamente.
Em 2012, Bieber lançou seu terceiro álbum de estúdio, Believe. O videoclipe de "Boyfriend", single do álbum, traz um Bieber mais maduro com um novo estilo. Ele estabeleceu um recorde de obter o maior número de visualizações em um período de 24 horas, com 8 milhões. O álbum foi destaque no segundo filme de Bieber, Justin Bieber's Believe, que fez menos sucesso que o primeiro.
Três anos depois, o quarto álbum de estúdio de Bieber, Purpose, foi lançado. O videoclipe do single "Where Are Ü Now" com Jack Ü recebeu quatro indicações no MTV Video Music Awards de 2015 e ganhou o prêmio de melhor efeitos visuais.

## Filmografia

### Cinema
| Ano  | Título                         | Papel                     | Notas         |
| ---- | ------------------------------ | ------------------------- | ------------- |
| 2009 | School Gyrls                   | Ele mesmo                 |               |
| 2011 | Justin Bieber: Never Say Never | Ele mesmo                 | Documentário  |
| 2012 | Men in Black III               | Alien nos monitores de TV | Não creditado |
| 2013 | Justin Bieber's Believe        | Ele mesmo                 | Documentário  |
| 2014 | Behaving Badly                 | Preso                     | Não creditado |
| 2016 | Zoolander 2                    | Ele mesmo                 |               |
| 2017 | Killing Hasselhoff             | K.I.T.T (voz)             |               |
| 2020 | Justin Bieber: Next Chapter    | Ele mesmo                 | Documentário  |
| 2021 | Justin Bieber: The New Me      | Ele mesmo                 | Documentário  |
| 2021 | Justin Bieber: Our World       | Ele mesmo                 | Documentário  |

### Televisão
| Ano       | Título                         | Papel                 | Notas                              |
| --------- | ------------------------------ | --------------------- | ---------------------------------- |
| 2009      | True Jackson, VP               | Ele mesmo             | Episódio: "True Concert"           |
| 2010-2011 | CSI: Crime Scene Investigation | Jason McCann          | 2 episódios                        |
| 2010      | Cubed                          | Melhor amigo de Pizzi | Episódio: #2.10                    |
| 2011      | So Random!                     | Ele mesmo             | Episódio: "Justin Bieber"          |
| 2013      | The Simpsons                   | Ele mesmo             | Episódio: "The Fabulous Faker Boy" |
| 2020      | Justin Bieber: Seasons         | Ele mesmo             | 10 episódios                       |
| 2020      | The Biebers on Watch           | Ele mesmo             | 12 episódios                       |
| 2020      | Dave                           | Ele mesmo             | Episódio: "PIBE"                   |

## Turnês
- My World Tour (2010–2011)
- Believe Tour (2012–2013)
- Purpose World Tour (2016–2017)
- Justice World Tour (2022–2023)

## Obras

Capa do livro de sua biografia, publicado em 12 de outubro de 2010

| Ano  | Título                                               | Notas                                                        |
| ---- | ---------------------------------------------------- | ------------------------------------------------------------ |
| 2010 | Baby                                                 | Partitura musical                                            |
| 2010 | Justin Bieber - My World 2.0 (Songbook)              | Partitura musical                                            |
| 2010 | Primeiro Passo para a Eternidade: Minha História     | Biografia oficial escrito pelo cantor. Editora HarperCollins |
| 2011 | Justin Bieber - My World (Songbook)                  | Partitura musical                                            |
| 2011 | Never Say Never: (from the Karate Kid)               | Partitura musical                                            |
| 2012 | Justin Bieber - Just Getting Started                 | Autobiografia. Editora HarperCollins                         |
| 2012 | Best Of Justin Bieber - Big-Note Piano               | Partitura musical                                            |
| 2013 | Believe                                              | Partitura musical                                            |
| 2013 | Justin Bieber - Believe (Easy Piano Songbook)        | Partitura musical                                            |
| 2013 | Justin Bieber for Ukulele                            | Partitura musical                                            |
| 2015 | What Do You Mean?                                    | Partitura musical                                            |
| 2015 | Justin Bieber Deluxe Album 'Purpose' Song Lyrics     | -                                                            |
| 2016 | Love Yourself                                        | Partitura musical                                            |
| 2016 | Purpose                                              | Partitura musical                                            |
| 2016 | Justin Bieber: The Little Black Book                 | -                                                            |
| 2017 | Best of Justin Bieber Songbook                       | Partitura musical                                            |
| 2018 | Justin Bieber - Sheet Music Collection: 15 Hit Songs | Partitura musical                                            |